# Вико, Джимми
Джимми́ Вико́ (фр. Jimmy Vicaut; род. 27 февраля 1992 года, Бонди) — французский легкоатлет, бронзовый призёр Олимпийских игр 2012 года в эстафете 4×100 метров, чемпион Европы в помещении в беге на 60 метров.

## Карьера
В 2010 и 2011 годах Джимми принимал участие в европейских и международных юниорских соревнованиях, стал двукратным чемпионом Европы и бронзовым призёром чемпионата мира. Параллельно Вико выступал и во взрослых чемпионатах — выиграл серебро мирового первенства, а также золото, серебро и бронзу европейских чемпионатов.
На Олимпиаде в Лондоне Вико в беге на 100 метров не смог выйти в финал, а в эстафете вместе с Кристофом Леметром, Пьером-Алексисом Пессонно и Рональдом Поньоном в финале занял 4-е место. В результате дисквалификации американцев в 2015 году награды были перераспределены и французы получили бронзовые награды.
В 2013 году Джимми выиграл золотую медаль чемпионата Европы в помещении на дистанции 60 метров.